# Katarzyna Cybo
Katarzyna Cybo (ur. 13 września 1501 w Ponzano, zm. 1557 we Florencji) – księżna Camerino, jedna z prekursorek reform religijnych we Włoszech w XVI wieku. 

## Życiorys
Katarzyna urodziła się jako córka Franciszka Cybo (1449-1519), nieślubnego syna papieża Innocentego VIII i Magdaleny d'Medici (1473-1519), córki Wawrzyńca Wspaniałego i siostry papieża Leona X. Jako miejsce jej narodzin podawane jest przedmieście Ponzano, w pobliżu Ponte Petrino. 
W 1513, w wieku 12 lat, Katarzyna została narzeczoną Jana Marii da Varano (1481-1527), księcia Camerino i wasala Klemensa VII, za którego wyszła w 1520. Mieli jedną córkę Julię (1523-1547). Po śmierci męża podczas zarazy w 1527 Katarzyna została regentką księstwa w imieniu małoletniej córki. Uznała, że idealnym kandydatem na męża dla niej będzie książę Urbino i zarazem wasal Klemensa VII Guidobaldo Rovere. Dzięki temu mariażowi nastąpiłoby połączenie dwóch księstw: Urbino i Camerino. 
Przyczyniła się do utworzenia zakonu kapucynów. Podobno jej młodszy brat Matteo Serafini da Bascio, przebywający w klasztorze Montefalcone niedaleko Camerino, był wstrząśnięty brakiem współczucia, jakie okazywali jego bracia podczas epidemii dżumy, która nawiedziła kraj w 1523 i to miało go przekonać o konieczności zreformowania zakonu franciszkanów. Udał się do Rzymu w 1525, by otrzymać zgodę papieża. Katarzyna zajęła się tą sprawą i wymogła na swoim wuju papieżu Klemensie VII, by w czerwcu 1528 wydał zgodę na utworzenie nowego zakonu kapucynów.
Zmarła w Palazzo Pazzi we Florencji.